# Eureka (condado de Winnebago)
Eureka es un lugar designado por el censo ubicado en el condado de Winnebago en el estado estadounidense de Wisconsin. En el Censo de 2010 tenía una población de 220 habitantes y una densidad poblacional de 79,31 personas por km².

## Geografía
Eureka se encuentra ubicado en las coordenadas 44°0′42″N 88°50′29″O / 44.01167, -88.84139. Según la Oficina del Censo de los Estados Unidos, Eureka tiene una superficie total de 2.77 km², de la cual 2.65 km² corresponden a tierra firme y (4.39%) 0.12 km² es agua.

## Demografía
Según el censo de 2010, había 220 personas residiendo en Eureka. La densidad de población era de 79,31 hab./km². De los 220 habitantes, Eureka estaba compuesto por el 99.09% blancos, el 0% eran afroamericanos, el 0% eran amerindios, el 0% eran asiáticos, el 0% eran isleños del Pacífico, el 0% eran de otras razas y el 0.91% pertenecían a dos o más razas. Del total de la población el 0.45% eran hispanos o latinos de cualquier raza.